# Arrondissement d'Appingedam
L'arrondissement d'Appingedam est une ancienne subdivision administrative française du département de l'Ems-Occidental créée le 1er janvier 1811 et supprimée le 11 avril 1814 à la chute de l'Empire.

## Composition
Il comprenait les cantons de :
- Appingedam
- Loppersum
- Middelstum
- Winsum.